# Leon-Jean-Marie De Smedt
Leon-Jean-Marie De Smedt CICM (chiń. 石德懋) (ur. 3 grudnia 1881 w Sint-Niklaas, zm. 24 listopada 1951 w Zhangjiakou) – belgijski duchowny katolicki, misjonarz, wikariusz apostolski i biskup Xiwanzi, ofiara prześladowań antykatolickich.

## Biografia
W 1899 wstąpił do Zgromadzenia Niepokalanego Serca Maryi. 16 lipca 1905 otrzymał święcenia prezbiteriatu.
14 grudnia 1931 papież Pius XI mianował go wikariuszem apostolskim Xiwanzi i biskupem tytularnym adraańskim. 17 kwietnia 1932 przyjął sakrę biskupią z rąk wikariusza apostolskiego Suiyuanu Louisa Van Dycka CICM. Współkonsekratorami byli wikariusz apostolski Jeholu Louis Janssens CICM oraz wikariusz apostolski Jiningu Evarist Zhang Zhiliang.
11 kwietnia 1946 wikariat apostolski Xiwanzi podniesiono do rangi diecezji. Tym samym bp De Smedt został biskupem Xiwanzi.
Po zwycięstwie komunistów w chińskiej wojnie domowej w 1949 diecezja, podobnie jak cały Kościół katolicki w Chinach, poddana została prześladowaniom. Bp De Smedt postanowił poprosić papieża o wyznaczenie koadiutora w osobie Melchiora Zhanga Kexinga, na co Pius XII wyraził zgodę. W międzyczasie w diecezji nasiliła się kampania antyklerykalna władz. Księża byli aresztowani, a kościoły i katolickie misje charytatywne zamykane. 24 maja 1951, po wyjściu z więzienia ks. Zhanga, bp De Smedt udzielił mu sakry biskupiej. Kilka tygodni później bp De Smedt został aresztowany i 24 listopada 1951 zmarł w więzieniu.